# Me Mom and Morgentaler
Me Mom and Morgentaler est un groupe de Ska punk canadien, originaire de Montréal, au Québec.

## Biographie
Le groupe est formé à Montréal, au Québec, en mars 1988. L'ensemble de huit musiciens marqua durablement la scène alternative montréalaise et canadienne jusqu'à sa séparation en 1995, grâce à ses performances scéniques vaudevillesques et à son mélange de ska, de rock, de funk et de world beat. Me Mom and Morgentaler s'est réuni à nouveau à deux occasions, d'abord en 1999, puis à l'automne 2007.
Les membres de Me Mom and Morgentaler sont Gus Coriandoli (aussi connu sous le pseudonyme Gus van Go), Kim Bingham, John Jordan, Adam "Baltimore Bix" Berger, Kasia Hering, Sid Zanforlin, Matt Lipscombe et John « JB » Britton. Le nom du groupe fait référence à Henry Morgentaler, médecin et militant pro-avortement très connu au Canada.
Après un premier maxi de cinq chansons, Clown Heaven and Hell en 1991, ils lancent l'album Shiva Space Machine en 1993. L'album obtient avec les années un statut mythique. Un peu avant sa séparation en 1994, le groupe assemble un album We Are Revolting: Live & Obscure 1990–1994 (en) qui réunit diverses captations directes accumulées au fil des années. Alors que Shiva Space Machine est très difficilement trouvable à la fin des années 1990, le groupe le fait réimprimer en 2007, en y ajoutant des extraits des albums précédents et des inédits.
Me Mom and Morgentaler se réunit à nouveau en 1999 pour des concerts au Festival de jazz de Montréal et au Festival d'été international de Québec. En 2007, le groupe annonce un nouveau retour pour le lancement de la réédition spéciale de Shiva Space Machine (en) et se produit en concert au Club Soda, à Montréal,.

## Autres projets
Gus van Go, maintenant établi à New York, est producteur pour, notamment, The Stills, Vulgaires Machins, Les Trois Accords et Priestess. Coriandoli et Bix Berger ont formé à New York dans les années 1990 la formation Smitty's.
Kim Bingham a fait partie de Mudgirl et The Kim Band dans les années 1990. En 2003, elle enregistre le single en français Cœur de sable. Elle a aussi été choriste pour Nelly Furtado. Puis en 2005, elle a écrit le thème musical pour la première saison de la série Les Invincibles de la SRC. Un CD sera ensuite mis en vente. Elle se relocalise à Los Angeles en 2006, où elle forme Kamikaze Pilot.
Le saxophoniste John Jordan s'est associé à Kali of Kali and Dub Inc. pour l'album bénéfice So Much Sun. Sid Zanforlin fait partie de la formation Creature, formée au milieu des années 2000. Zanforlin est aussi acteur et caméraman.